# كرسول أغبس
كرسول أغبس (الاسم العلمي:Crassula fusca) هو نوع من النباتات يتبع جنس الكرسول من الفصيلة الكرسولية.